# Uropterygius xanthopterus
Uropterygius xanthopterus är en fiskart som beskrevs av Bleeker, 1859. Uropterygius xanthopterus ingår i släktet Uropterygius och familjen Muraenidae. Inga underarter finns listade i Catalogue of Life.